# Вальдюрн
Вальдюрн (нем. Walldürn) — город в Германии, в земле Баден-Вюртемберг.
Подчинён административному округу Карлсруэ. Входит в состав района Неккар-Оденвальд. Население составляет 11 702 человека (на 31 декабря 2010 года). Занимает площадь 105,88 км². Официальный код — 08 2 25 109.

## Достопримечательности
Регион в Оденвальде, где лежит Вальдюрн, известен благодаря своим многочисленным изображениям Девы Марии, поставленных вдоль дорог, либо укреплённых на стенах домов. Кроме того, через город проходят туристические маршруты «Немецкий лимес» (Deutsche Limes-Straße) и «Путь Зигфрида» (Siegfried-Straße). Вершину событий года представляет собой паломничество к базилике св. Георга, где хранится корпорал XIV в., с проступившим на нём изображением распятого Христа.
В центре города достойны внимания многочисленные старинные здания, в том числе старейшая в Германии ратуша (1448 г.). Туристически привлекательны также:
- информационно-туристическая тропа на Верхнегерманско-ретийском лимесе с руинами укрепления и терм в районе Хазельбурга
- фрагменты средневековой городской стены 1335 г.
- историческая ратуша
- старый замок (1492 г.)
- базилика св. Георга